# Kap Malea

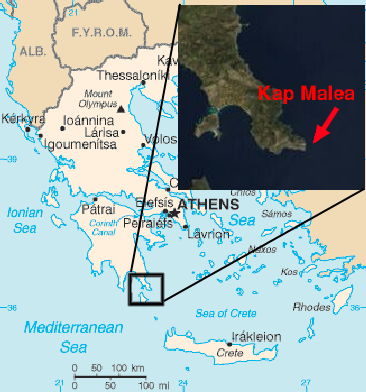
Lage von Kap Malea

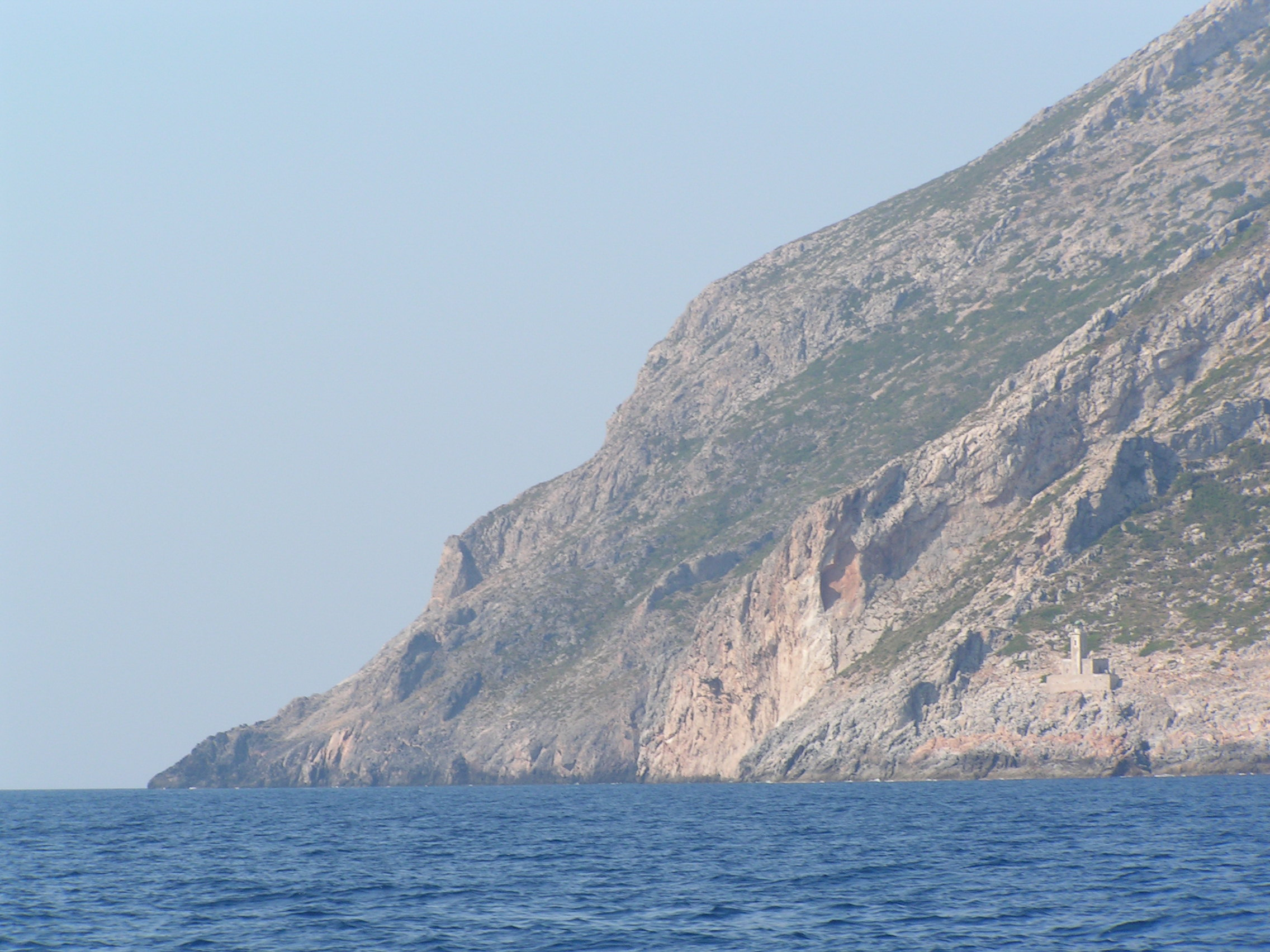
Kap Malea mit Leuchtturm

Das Kap Malea (griechisch Ακρωτήριο Μαλέας [akrɔˈtiriɔ maˈleas]) ist ein Kap am äußersten Südzipfel der Lakonischen Halbinsel auf dem Peloponnes in Griechenland und ist nach Kap Tenaro der zweitsüdlichste Punkt des griechischen Festlandes, gegenüber der Insel Kythira. In der Alten Geschichte beherbergte Kap Malea einen der größten Leuchttürme im Mittelmeer.
In der Antike führte eine vielbefahrene Schiffslinie um Kap Malea, obwohl das Wetter dort oft wechselhaft und stürmisch ist. Das Kap verlor mit der Eröffnung des Kanals von Korinth an Bedeutung, er erlaubt es, die Peloponnes zu durchschiffen, anstatt sie zu umfahren. Nichtsdestoweniger existiert ein signifikanter Schiffsverkehr um Kap Malea.
Im Zweiten Weltkrieg begannen die deutschen Besatzungstruppen mit dem Bau einer Militäranlage, um die Schifffahrt am Kap besser überwachen und verteidigen zu können. Der Bau wurde 1944 mit dem Ende der Besatzung eingestellt.
Auch in der griechischen Mythologie ist Kap Malea bedeutend. Hier wurde Odysseus auf dem Rückweg in seine Heimat Ithaka von einem Sturm überrascht und ins Land der Lotosesser verschlagen.
Kap Malea liegt in der Präfektur Lakonien (griech. Λακωνία).